# Баранкевич Галина Євгенівна
Галина Євгенівна Баранкевич (нар. 30 вересня 1986, Івано-Франківськ) — українська акторка, співачка, заслужена артистка України (2014), артистка драми Івано-Франківського національного академічного обласного музично-драматичного театру ім. Івана Франка. Викладачка акторської майстерності Університету Короля Данила; авторка ідеї і режисерка музичної феєрії «Легенда святого Різдва», авторка ідеї та виконавець драми концерту лемківської пісні «Вигнані з раю». Експертка Українського культурного фонду.

## Життєпис
Народилася в Івано-Франківську 30 вересня 1986 року. Батько — Євген Баранкевич — майстер бурових робіт (нафтовик), мати —Мирослава Баранкевич, медична сестра. Лемкиня в третьому поколінні, популяризує лемківські пісні й культуру. Бабусю Ганну Бандуру (Дзюбинську) було виселена з села Верхомля Велика повіту Новий Сонч, чому присвячено проєкт лемківської пісні «Вигнані з раю».
Середню освіту отримала у спеціалізованій школі № 5 з поглибленим вивченням німецької мови (1993 — 2003), закінчила музичну школу по класу бандури. Вищу освіту отримала на театральному факультеті Інституту мистецтв Прикарпатського національного університету ім. Василя Стефаника (випуск 2008 року). Друга вища — провізор-фармацевт у Івано-Франківському національному медичному університеті (випуск 2019 року).

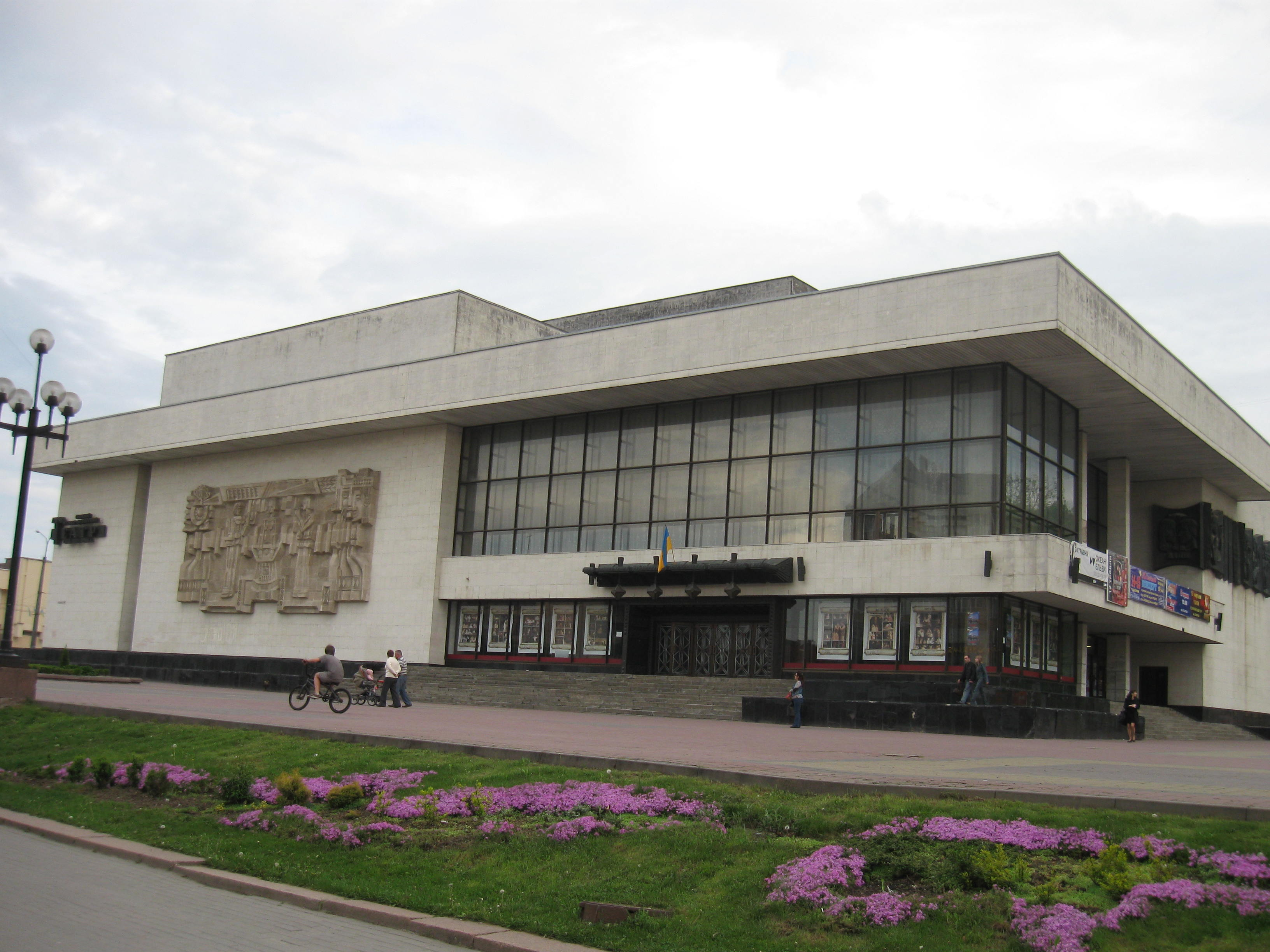
Івано-Франківський національний академічний обласний музично-драматичний театр імені Івана Франка

Першу акторську роботу на сцені професійного театру втілила будучи студенткою 3-го курсу університету (Маруся Чурай у постановці «Маруся Чурай» режисера Євгена Курмана), за яку стала лауреаткою театральної премії ім. Віталія Смоляка у 2006 році. З 2008-го — акторка Івано-Франківського музично-драматичного театру ім. Івана Франка, на сцені якого заграла понад 30 ролей, більшість з яких — головні. Культовою стала вистава «Солодка Даруся», яку поставив Ростислав Держипільський за однойменним романом Марії Матіос. Титульну роль німої дівчини втілила Галина Баранкевич, та є незмінною виконавицею ролі з прем'єрного показу 2008 року. Для створення образу було застосовано максимум з акторського інструментарію — від автентичних сорочок з гуцульською вишивкою, особливу ходу героїні. Виставу зіграно більше двох сотень разів в Україні та за кордоном, а також на вершині гори Піп Іван. Станом на 2022 рік «Солодка Даруся» є діючою у репертуарі театру.
Займається музикою. Створених лемківських пісень вистачило на запис студійного альбому «Вигнані з раю» (2014), з якого згодом народилася однойменна драма-концерт, в якому йдеться про життя і трагедію власної родини та земляків за часів примусового виселення. Виступила авторкою, організаторкою та режисеркою щорічної музичної феєрії «Легенда святого Різдва», де популяризує українські колядки, звичаї і традиції українського народу.
На позачергових виборах до Верховної Ради України 2019-го року балотувалася у мажоритарному виборчому окрузі 83 від партії «Голос».
Спільно зі співачкою Ксенею Пранничук 2022 року створили проєкт «Етноформація» для популяризації лемківської пісні та української автентичної пісні, представляти традиції лемків як етнографічної групи і популяризувати їх вклад у збагачення української пісенної культури. В числі перших проєктів було створено Хресну дорогу «Притчі і роздуми…» (2024). Серпнем 2023 року започаткувала акторський тренінг для дорослих «Вивільнення тіла, голосу, емоцій». У колаборації з відомими українськими артистками і музикантами започаткувала проєкт концерт «Коріння», покликаний на збереження і популяризацію народних пісень і прикарпатських композиторі і авторів. Від 2024 року працює режисером у Національному академічному ансамблі пісні і танцю «Гуцулія», де здійснила постановки «Великдень. Від діда до сьогодні» та «Оде незламності».
Одружена. Чоловік — Олексій Лейбюк, актор та режисер театру і кіно. Рішення про одруження прийняли після тривалого знайомства та спільної роботу у театрі. Олексій освідчився напередодні Нового 2020-го року, яке пара разом проводила на Кіпрі. Церемонія пройшла 7 червня 2020-го. Первісток з'явився 27 жовтня 2023 року – син Тадей.

## Театральні роботи
Івано-Франківський національний академічний обласний музично-драматичний театр імені Івана Франка
У Франківському драмтеатру зіграла понад 30 ролей.
- 2006 — «Маруся Чурай» містерія-ораторія за однойменним романом Ліни Костенко; реж. Євген Курман — Маруся Чурай (театральна премія ім. Віталія Смоляка, 2006)[26]
- 2007 — «Шлюб по-італійськи» за мотивами п'єси «Філумена Мартурано»[it] Едуардо Де Філіппо; реж. Володимир Грицак — Діана
- 2008 — «Солодка Даруся» драма за однойменним романом Марії Матіос; реж. Ростислав Держипільський — Даруся[7][27] (номінація на Національну премію України ім. Тараса Шевченка)
- 2008 — «Ігри імператорів» Сергія Кузика за творами «97» Миколи Куліша, «Калігула»[en] Альбера Камю та філософськими трактатами Григорія Сковороди; реж. Сергій Кузик — Римлянка
- 2008 — «Лісова пісня» за однойменною п'єсою Лесі Українки; реж. Ігор Матіїв — Килина
- 2008 — «Театр» за п’єсою Майкла Фрейна; реж. Юрій Одинокий — Поппі Нортон-Тейлор
- 2008 — «Золоте курча» Володимира Орлова; реж. Ростислав Держипільський — Лисиця
- 2009 — «Шлюха» драма за п'єсою «Натусь» Володимира Винниченка; реж. Ростислав Держипільський — Христя Парменівна
- 2009 — «Kurazh» за п'єсою «Матінка Кураж та її діти» Бертольта Брехта; реж. Мирослав Гринишин — Катрін
- 2010 — «Нація» драма-реквієм на основі реальних подій за однойменною книгою Марії Матіос; реж. Ростислав Держипільський:
  - «Юр'яна і Довгопол» — Юр'яна
  - «Вставайте, мамко» — дитина
- 2010 — «Звичайна горошина» Всеволода Данилевича та Олександра Костинського; реж. Ростислав Держипільський — Королева Ізабелла
- 2011 — «Заробітчанки або Мамо, повернись!» трагедія сучасності за новелами з книги «На паперті Колізею» Надії Семенкович; реж. Ростислав Держипільський:
  - «Клятва Гіпократа» — Галя
  - «Розіп'яте свято» — Ореста
  - «Вірність Патриціїв» — Катерина
  - «Чужі далекі береги» — Валентина
  - «Любов зла» — жінка
- 2011 — «Тев’є-Тевель» за п'єсою «Поминальна молитва» Григорія Горіна за мотивами збірки оповідань «Тев'є-Молочар» Шолом-Алейхема; реж. Микола Яремків — Цейтл
- 2012 — «…майже ніколи не навпаки» драма за однойменною книгою Марії Матіос; реж. Ростислав Держипільський — Теофіла
- 2013 — «Три сестри» драма на дві дії за однойменною п'єсою Антона Чехова; реж. Ростислав Держипільський — Маша
- 2013 — «По щучому велінню» за мотивами народної казки; реж. Ростислав Держипільський — співачка
- 2013 — «Ніч перед Різдвом» за однойменною повістю Миколи Гоголя; реж. В'ячеслав Жила — Оксана
- 2014 — «Енеїда» феєрія-бурлеск Ростислава Держипільського та Олексія Гнатковського за мотивами однойменної поеми Івана Котляревського; реж. Ростислав Держипільський — Венера / мати
- 2014 — «Котигорошко» А.Шияна; реж. Ростислав Держипільський — Бабуся
- 2014 — «Шаріка» Ярослава Барнича та Юрія Шкрумеляка; реж. Ростислав Держипільський — Ляля
- 2015 — «Оце так Анна» комедія за п'єсою Марка Камолетті; реж. Орест Пастух — Жаклін
- 2015 — «Оскар і рожева пані» за однойменним романом Еріка-Емманюеля Шмітта; реж. Ростислав Держипільський — Мати Пеггі Блу
- 2016 — «Слава героям» специфічна комедія за п'єсою Павла Ар'є; реж. Стас Жирков — Ганя (копродукція Київського експериментального театру «Золоті ворота» та Івано-Франківського обласного академічного музично-драматичного театру ім. Івана Франка)[28]
- 2017 — «Hamlet» неоопера за мотивами трагедії «Гамлет» Вільяма Шекспіра у перекладі Юрія Андруховича на музику Романа Григоріва та Іллі Разумейка; реж. Ростислав Держипільський — Еринія
- 2018 — «Любов до гробу» комедія за мотивами п'єси «Не п’ята, а дев’ята» Альдо Ніколаї; реж. Орест Пастух — Єва[29][3]
- 2018 — «Гуцулка Ксенія» мюзикл на музику і лібрето Ярослава Барнича; реж. Ростислав Держипільський — Мері[30]
- 2019 — «Коляда та й плес… ізпрежди віка…» різдвяні набутки; реж. Ростислав Держипільський — Співачка з Лемківщини
- 2020 — «Едіп» трагедія за Софоклом у перекладі Івана Франка; реж. Приходько Андрій — натовп, воїн
- 2020 — «Гоголь-Кабаре» фрікнута комедія за творами Миколи Гоголя; реж. Жюль Одрі — Анна Андріївна[31][32][33]
- 2021 — «Romeo & Juliet» dramma per musica за трагедією «Ромео і Джульєтта» Вільяма Шекспіра у перекладі Юрія Андруховича; реж. Ростислав Держипільський — Еринія[34][35][36]
- 2021 — «Гуцульське весілє» автентична забава за етнографічною розвідкою академіка Володимира Шухевича «Гуцульщина», творами Станіслава Вінценза; реж. Ростислав Держипільський — Лемкиня[37]
- «Була собі Сироїжка» Валерія Зиміна; реж. Ростислав Держипільський — Поганка

Проєктні роботи
- «Вигнані з Раю» (драма-концерт); реж. Ростислав Держипільський[3]
- «Легенда святого Різдва» (музична феєрія); реж. Галина Баранкевич[6]
- 2022 — «Ніколи знову? Знову!» (вокальна докудрама) етноформація Галини Баранкевич; реж. Олексій Лейбюк[38][39][40]

## Дискографія
- 2014 — «Вигнані з Раю» (лемківські пісні) — Label: «Kosmata design»[41][3]

## Нагороди та визнання
- 2006 — Театральна премія ім. Віталія Смоляка
- 2014, 26 грудня — Заслужена артистка України — за вагомий особистий внесок у розвиток театрального мистецтва, значні творчі здобутки та високу професійну майстерність[1]
- 2018 — Грамота Верховної Ради України — за заслуги перед українським народом
- 2021, 28 грудня — Премія Національної спілки театральних діячів України — за краще сценічне відтворення надбань українського народу, закладених у звичаях, обрядах, традиціях, фольклорі наших предків (за відновлення та популяризацію лемківської пісенної культури у проєкті «Вигнані з раю»)[42][43][44]